# 妹尾あいこ
妹尾 あいこ（せのお あいこ）は、アニメ『おジャ魔女どれみ』シリーズの登場人物である魔女見習いの少女で、MAHO堂に所属する「おジャ魔女」の一人。担当声優は松岡由貴。

## プロフィール
- 1990年（平成2年）11月14日生まれのさそり座。血液型はO型。
- 父親はタクシードライバーの妹尾幸治。母親は大阪で老人介護の仕事をしている妹尾あつこ（阪南市在住[1][注 2]）。両親は彼女が4歳の時に離婚（後に復縁）。祖父は岡村惣一、また母方の伯父がいる。
- 大阪府大阪市西成区天下茶屋付近出身⇒美空市美空町に転居、美空市立美空第一小学校に転入。美空第一小学校では、3年2組⇒4年2組⇒5年2組⇒6年2組。美空第一小学校を卒業してからは大阪府内（大阪市及び阪南市）の公立中学校へ進学したと思われる描写が見られる。
- 第6期では母あつこの仕事の都合により美空市に転居、美空高校一年A組⇒二年（どれみ・ハナとは別クラス、ももことは同じクラス）⇒三年E組[注 3]に進級。
- 一人称は「あたし」。大阪府出身[注 4]。また、母親の前では「あいこ」と自分のことを名前で呼ぶ。
- 大阪出身であることから、大阪弁で話す[注 5]。
- 魔女見習い服は水色。お付きの妖精は「ミミ」。ハーモニカの音がするポロンを使っている。魔法の呪文は「パメルクラルク ラリロリポップン」。マジカルステージでは「パメルクラルク たからかに」。ロイヤルパトレーヌの時は｢パメルクパトレーヌ｣。
- ハナちゃんの乳児・幼児時代の架空の母親役である。

## 人物
小学3年生の時に美空町に引っ越してきた。あいこにとって、どれみとはづきは、美空小学校に転校してきて最初に出来た友人となる。どれみが魔法を使うところをはづきと一緒に目撃したため、はづきと共に魔法修行を始めた。魔女を目指すに当たっての動機は「お父ちゃんに幸せになって欲しい」。
第2期までは、黄緑色のTシャツにオーバーオールを着用、第3期からは下がカーゴパンツ、上が黄緑色のTシャツの上に黄土色のベストを着用している。髪と瞳は紺色。
最初はズケズケと物を言っていたことから、どれみやはづきに良く思われていなかったが、両親が離婚していることをどれみに打ち明けたことをきっかけに仲良くなる。誰からも教わっていないのに魔法の箒に乗れるようになった。要領が良く、8級の試験で嫌いな物を書く際に、わざと逆に好きな物である蛸焼きを挙げて乗り切ったスポーツ万能な上に関先生が投げたチョークを軽々と捕るほどの運動能力を持つおてんば娘で、どれみをして「マツザカも真っ青な豪速球って感じ」と言わしめる速度でドッジボールのボールを投げるが、水泳だけは全く駄目で、カナヅチだった。しかし、あいこが転校してきた年とその次の年は、色々な事情が重なって水泳の授業が全く行われなかった。そこで、小学5年生の夏休みの水泳大会をきっかけに特訓して10メートルは泳げるようになり、その後、少なくとも25メートルは泳げるようになった。ハナちゃんの一件以後も、FLAT4（特にレオン）を嫌っている。じゃんけんに弱い。枕が変わると寝られなくなってしまうと言っているが、気のせいだった。
両親が離婚して父親と暮らしているため、掃除・洗濯・家事はあいこがやっている。同情されることが嫌いで、比較的気が強く、姉御肌なしっかり者で、ハナちゃんの子育てにおいては冷静さを欠いたどれみや判断ミスが原因で体調不良を招いたももこにあえて突き放す態度を取り、母親としてやるべきことに気づかせるきっかけを与えた反面、女の子らしく夢見がちな一面もある。両親の離婚原因が自分の大怪我だと思い込んでいる一方で、いつか両親が復縁することを切に願っており、そのために禁呪を使いそうになったこともある。
ハーモニカが得意で、父親と母親に買ってもらい、今ではファの音が出なくなった思い出のハーモニカを大切に持っている。なお、ハーモニカの種類は本編に登場するたびに違うので不明。後には父親に買ってもらったハーモニカを主に吹いている。彼女がよく吹いている曲は『埴生の宿』である。
大阪出身だけあって、お笑いに対して強いこだわりを持つ。その割に自らの笑いの芸を見せることはほとんど無かったが、児童会長選挙で宮本まさはるの応援演説の場で本人が固まってしまい、急遽宮本を腹話術人形のように操り、一人ボケツッコミをこなしたことはある。趣味は、風呂の中で『六甲おろし』を歌うこと。
「おジャ魔女戦隊マジョレンジャー」ではマジョブルーを演じた。横川信子作の小説やマンガではしばしばヒロインとして横川信子自身（男役として）と共演する。焼き芋や鍋物、カレーを前にすると人が変わる（いわゆる鍋奉行）。頭にはアホ毛が生えている。シリーズを追うごとにおでこが広くなっていき、このおでこは作中で度々ネタにされている（怒った時に大きな怒りマークが出たり、光ったりするなど）。たこ焼きを作るのがとても上手で、好物でもある。将来の夢として「たこ焼き屋」を挙げていた。普段は男の子っぽい格好だが、別居中の母親と会う時は髪をお下げにしてスカートをはくなど、意外なところで少女っぽさを見せることがあり、そのことをどれみも解っていたのか、両親の再婚を祖父が認め、そのお祝いにどれみの魔法でダンスを踊った時もどれみが王子様、あいこがお姫様役となっていた。
第1期にどれみが好きになった少年から告白されてしまったり、ドラマCDではSOSトリオの佐川ゆうじと結婚していたり、第2期の横川信子の小説の中で縦川信彦と恋人同士になっていたりするが、テレビ版では恋愛ネタとは縁が薄かった。しかし、小学5年生の時に小さい頃ひょんなことから結婚の約束をしてしまった幼馴染みの有馬健一（あだ名はアンリマー）が、美空小学校まであいこを迎えに来たこともあり、困惑していた。とはいえ、彼を嫌いなわけではない。
大阪の中学に進学してからは陸上部に入部。府の大会では100メートル走で優勝。全国陸上大会でも3位になるほどの実力に。高校でも陸上部に入部。2度の靭帯のケガを機に、中・長距離ランナーに種目替えをするとともに、トレーナーとしての勉強も並行して進める。高校卒業後は、早稲田大学に進学し、長距離ランナーとして練習に励み、ロンドン五輪に出場。リオオリンピックでは、フルマラソンランナーとして代表を目指すとのこと。
また、中学3年生の時に新大阪駅で、四国への修学旅行へ行く途中のどれみと再会を果たす。
第6期で母親の仕事の都合により、家族揃って美空町に再び引っ越し、父が玉木の会社に再就職、どれみと同じクラスになる。担任で「超」が付くほどのジャイアンツファンである八巻六郎と、根っからのタイガースファンであるあいことの間では、仁義なき戦いを繰り広げる仲。小学校卒業後、交際していたアンリマーとはその後、ボケツッコミの相性が合わなかったことから彼を振ったとのこと。